# Agriocnemis exsudans
Agriocnemis exsudans là một loài chuồn chuồn kim trong họ Coenagrionidae.
Agriocnemis exsudans được Selys miêu tả khoa học năm 1877.